# Route côtière d'Ostrobotnie
La route côtière d'Ostrobotnie  (finnois : Pohjanlahden rantatie) est une route touristique longue de 900 km longeant le golfe de Botnie en Finlande,.

## Présentation
La route côtière d'Ostrobotnie est l'une des routes historiques les plus importantes de Finlande. La route, qui s'est développée à partir du chemin équestre au XVIIe siècle, allait de Turku à Stockholm autour du golfe de Botnie. La route côtière a été pendant longtemps la route la plus importante d'Ostrobotnie et la seule route de Laponie.
Aujourd'hui, cette ancienne route postale, longue de près de 900 kilomètres, mène de Vehmaa à Tornio en longeant la côte ouest de Finlande et le golfe de Botnie.
La route côtière est reliée, entre autres, à la route des aurores boréales, à la route du goudron, à la route bleue et à la route périphérique de l'archipel.
La direction des musées de Finlande a classé la route parmi les sites culturels construits d'intérêt national en Finlande.